# 中國女兵
中國女兵是一部以中華民國國軍軍旅題材拍攝之勵志电影，為中國電影製片廠攝製，由林青霞、江玲、湯蘭花、夏玲玲、歸亞蕾、應采靈等主演。

## 劇情簡介
溫靜儀、劉小惠、彭碧桃、方淑幾個女孩是無話不談的中學好友。方淑考上了醫學院，其他三人落榜。但她們三人都有一個心願就是從軍，希望在軍營裡也能成才。
溫靜儀的家人反對她從軍，給她製造了不少的阻力，但終於三人都成功入伍。
從普通女孩向中國女兵的轉變是困難的，三人每天都繁忙並充實地度過。溫靜儀是一個很有想法和領導力的女孩，是三人主心骨，也是新兵裡表現最好的。彭碧桃是大大咧咧的開心果，鬧出了不少笑話。而膽小老實的劉小慧卻不幸患上白血病，但她堅持訓練，沒有退縮。
最終三人都完成了新兵訓練，在匯報演習中表現出色，令父母家人倍感欣慰，也成長為了一個保家衛國的中國女兵。

## 角色介绍
| 演員     | 角色                                                     |
| 林青霞   | 温静仪，富家女，很有头脑和领导力                         |
| 应采灵   | 刘小慧，温柔羞涩的女孩                                   |
| 夏玲玲   | 彭碧桃，性格泼辣，性格冲动，经常出洋相                   |
| 江玲     | 方淑，三个女兵的好友，考上医学院                         |
| 汤兰花   | 排长，负责训练新兵，面凶心软，一心希望大家成材           |
| 归亚蕾   | 连长張淑梅，富有经验的领导，态度和蔼，总是从对方角度考虑 |
| 江霞     | 小慧的主治醫生                                           |
| 胡奇     | 小慧的父親                                               |
| 孟元     |                                                          |
| 方正     | 砲兵排長(客串)                                           |
| 張小燕   | 護理教師(客串)                                           |
| 張沖     | 溫父                                                     |
| 王慕光   | 溫母                                                     |
| 歐陽莎菲 | 溫的奶奶，反對溫去當兵                                   |
| 孫越     | 孫助教(客串)                                             |
| 陶大偉   | 陶助教(客串)                                             |
| 陳今佩   | 軍中理髮店老闆娘                                         |
| 林美齡   | 女兵                                                     |